# La muchacha que sabía demasiado
La muchacha que sabía demasiado («La ragazza che sapeva troppo», en la versión original italiana) es una película italiana de suspense estrenada en 1963, dirigida por Mario Bava y protagonizada en los papeles principales por Leticia Roman, John Saxon y Valentina Cortese.
Está considerada la película iniciática del subgénero de terror y suspenso de origen italiano denominado "Giallo", que luego se popularizó en los años setenta.

## Sinopsis
Nora Davis, una joven norteamericana aficionada a las novelas policíacas, viaja a Roma para visitar a su anciana y enferma tía Ethel. El Dr. Marcello Bassi la recibe a su llegada al aeropuerto y le informa del delicado estado de su tía. Esa misma noche Ethel sufre un infarto y fallece. Nora no logra localizar al Dr. Bassi ya que el teléfono no funciona y desesperada sale a la calle en busca de ayuda, pero de camino alguien la golpea haciéndole perder el sentido. No obstante, Nora recobra el conocimiento durante varios segundos, suficientes para ver cómo una mujer es asesinada a pocos metros. Al despertar en el hospital al día siguiente nadie le creerá, en tanto no encuentran evidencia de que haya ocurrido un asesinato. Varios otros asesinatos ocurren, sin embargo, vinculados a una serie de asesinatos de víctimas escogidas en orden alfabético. Nora, ayudada por el Dr. Bassi, decidirá ordenar las piezas del rompecabezas de todo lo que sucedió esa noche.

## Reparto
- John Saxon como Dr. Marcello Bassi.
- Letícia Román como Nora Davis / Nora Drowson.
- Valentina Cortese como Laura Craven-Torrani.
- Luigi Bonos como Albergo Stelletta.
- Milo Quesada como De Vico / Paccini.
- Gustavo De Nardo como Dr. Facchetti
- Lucia Modugno como	enfermera.
- Giovanni Di Benedetto como Profesor Torrani.
- Franco Moruzzi como policía.
- Dante DiPaolo como Andrea Landini.